# Rhynchobapta punctilinearia
Rhynchobapta punctilinearia là một loài bướm đêm trong họ Geometridae.